# Gschlösskamm

Der Nordbereich des Gschlösskamms

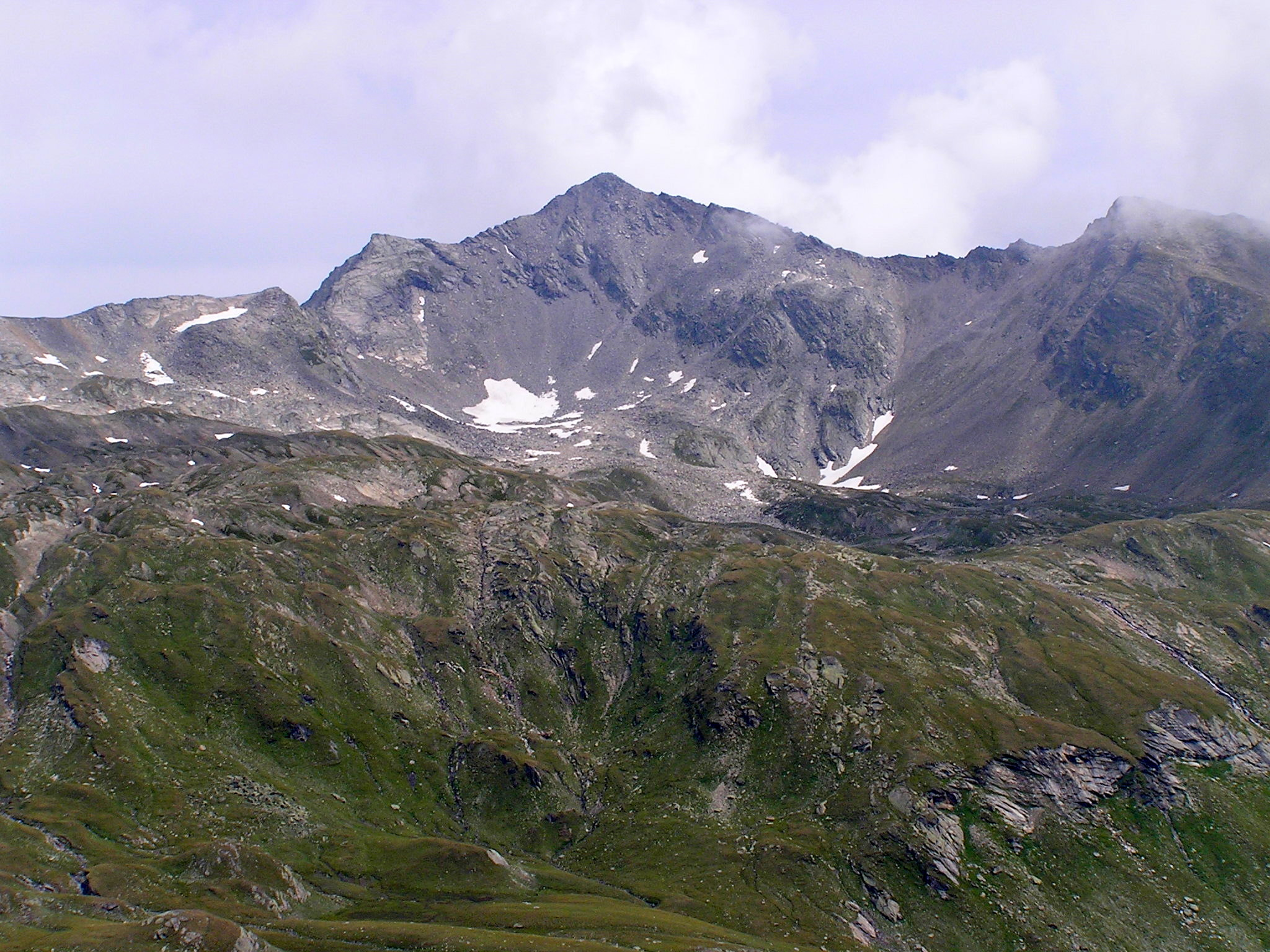
Blick von Südwesten auf den Wildenkogel

Der Gschlösskamm (selten auch als Löbbenkamm bezeichnet) ist ein Gebirgskamm der Venedigergruppe in Osttirol. Höchster Gipfel des Gschlösskamms ist die Kristallwand (3310 m ü. A.). Der Gschlösskamm verdankt seinen Namen dem nördlich gelegenen Gschlössbach bzw. Gschlösstal.

## Lage
Der Gschlösskamm liegt im Osten der Venedigergruppe. Er wird im Norden vom Gschlössbach, im Osten vom Tauernbach und im Süden vom Frosnitzbach begrenzt. Der Gschlösskamm beginnt im Westen mit der Kristallwand, wobei der Gebirgskamm hier an das sogenannte Hohe Gletscherdach angrenzt. Nördlich des Gschlösskamms liegt der Tauernhauptkamm, südwestlich der Wallhornkamm und südlich der Frosnitzkamm.
Ausgehend von der Kristallwand verläuft der Gschlösskamm zunächst über den Löbbenkopf und das Löbbentörl sowie den Inneren und den Äußeren Knorrkogel bis zum Wildenkogel. Hier beginnt sich der Gschlöskamm aufzufächern, wobei der Nordostgrat zum Inneren bzw. Äußeren Plattenkogel führt. Der Südgrat verläuft hingegen zum Schnitzkogel, der vom Wildenkogel durch die Wildenkogelscharte getrennt wird. Vom Schnitzkogel zweigt ein weiterer Grat nach Osten bzw. Nordosten zum Schildkogel sowie dem Törleskogel und dem Spitzkogel ab. Dieser umrahmt den Wildensee und den Löbbensee. Der Hauptgrat zieht sich hingegen nach der flachen Schnitzkogelscharte weiter nach Süden. Hier folgt auf den Dabernitzkogel und den Dabernitzturm die Dabernitzturmscharte sowie Hintere Michbachspitze. Bei der Hinteren Michlbachspitze teilt sich der Gschlösskamm ein weiteres Mal, wobei der Südgrat nach der Vorderen Michlbachspitze, der Dabernitzhöhe und dem Steinernen Mandl über einen Grashang zum Froßnitztal ausläuft. Im Ostgrat trennt die Michlbachscharte die Hintere Michlbachspitze von der Raneburger Spitze, von der aus ein Ost- bzw. Südgrat zum Tauerntal hin ausläuft. Am Ostgrat des Raneburgkogel liegen der Ohrkogel, das Zoagerle und der Stallkogel, am Südgrat die Katalspitze, das Stanzlegg, der Strichwandkogel, die Strichwand sowie das Auf’m Wandl. Süd- und Ostgrat umschließen den Raneburger See.
An der Nordseite des Gschlösskamms liegen mehrere kleine Gletscher, wohingegen sich im Bereich der Kristallwand und des Löbbenkopfs Teile des mächtigen Schlatenkees erstrecken. Zwischen dem Inneren und dem Äußeren Knorrkogel liegt das Karleskees, zwischen Äußerem Knorrkogel und dem Wildensee das Knorrkees. Zudem bestehen zwischen dem Wildenkogel und dem Schnitzkogel noch die Reste des Wildenkees sowie zwischen dem Dabernitzkogel und der Raneburger Spitze das Dabernitzkees.

## Tourismus
Die Gipfel des Gschlösskamms sind touristisch kaum erschlossen und werden daher kaum begangen. Lediglich der Wildenkogel ist vom Matreier Tauernhaus über einen markierten Wanderweg, den Wildenkogelweg, erreichbar. Jedoch führen mehrere Wanderwege durch das Gebiet. Von Norden quert ausgehend vom Gschlössbach über einen Gletscherlehrpfad der Venediger Höhenweg das Löbbentörl, wo er südlich auf den über die Schnitzkogelscharte verlaufenden Wildenkogel trifft. Der Venediger Höhenweg verläuft in der Folge weiter nach Süden zur Badener Hütte, wo ein markierter Steig über den Südostgrat auf die Kristallwand führt.

## Gipfel
| - Auf’m Wandl (2326 m ü. A.) - Äußerer Knorrkogel (2920 m ü. A.) - Dabernitzhöhe (2670 m ü. A.) - Dabernitzkogel (2969 m ü. A.) - Dabernitzturm (2965 m ü. A.) - Hintere Michlbachspitze (2905 m ü. A.) - Hinterer Plattenkogel (2741 m ü. A.) - Innerer Knorrkogel (2882 m ü. A.) - Katalspitze (2832 m ü. A.) - Kristallwand (3310 m ü. A.) - Löbbenkopf (2917 m ü. A.) - Ohrkogel (2680 m ü. A.) - Raneburgkogel (2925 m ü. A.) | - Schildkogel (2826 m ü. A.) - Schnitzkogel (2911 m ü. A.) - Spitzkogel (2606 m ü. A.) - Stallkogel (2599 m ü. A.) - Stanzlegg (2814 m ü. A.) - Steinernes Manndl (2603 m ü. A.) - Strichwand (2519 m ü. A.) - Strichwandkogel (2638 m ü. A.) - Törleskogel (2710 m ü. A.) - Vordere Michlbachspitze (2821 m ü. A.) - Vorderer Plattenkogel (2672 m ü. A.) - Wildenkogel (3021 m ü. A.) - Zoagerle (2588 m ü. A.) |